# Beaucitron détective
Beaucitron détective (The Mystery Man) est un film muet américain réalisé par Hugh Fay, sorti en 1923 avec Snub Pollard dans le rôle principal.

## Fiche technique
- Titre : Beaucitron détective
- Titre original : The Mystery Man
- Réalisation : Hugh Fay
- Société de production : Hal Roach Studios
- Producteur : Hal Roach
- Pays d'origine : États-Unis
- Format : Noir et blanc - 1,33:1 - Film muet
- Genre : comédie
- Date de sortie : 1923

## Distribution
- Snub Pollard
- James Finlayson
- Marie Mosquini